# Godfried van Nantes
Godfried van Nantes (Rouen, 1 juni 1134 - Nantes, 27 juli 1158), ook bekend als Godfried van Anjou en Godfried FitzEmpress, was tussen 1156 en zijn dood graaf van Nantes.

## Biografie
Godfried van Nantes werd geboren als de tweede zoon van graaf Godfried V van Anjou en Mathilde van Engeland. Na de dood van zijn vader erfde hij een aantal kastelen waaronder het kasteel van Chinon. In 1152 probeerde hij Eleonora van Aquitanië te ontvoeren na haar scheiding met Lodewijk VII van Frankrijk, maar faalde hierin. Toen zijn broer Hendrik kort daarop met haar huwde sloot hij een verbond met Lodewijk VII en Robert I van Dreux tegen zijn broer en vielen ze zijn bezittingen in Normandië aan. Vier jaar later kwam Godfried weer in conflict met zijn broer en werd door zijn broer verslagen. Kort daarop werd hij door het volk van Nantes, op voorspraak van zijn broer Hendrik, benaderd om hun graaf te worden. Na zijn plotselinge dood twee jaar later werd hij door zijn broer als graaf opgevolgd.

## Voorouders
| Godfried van Nantes (1134-1158) | Vader: Godfried V van Anjou (1113-1151)   | Grootvader: Fulco V van Anjou (1091-1143)       | Overgrootvader: Fulco IV van Anjou (1043-1109)        |
| Godfried van Nantes (1134-1158) | Vader: Godfried V van Anjou (1113-1151)   | Grootvader: Fulco V van Anjou (1091-1143)       | Overgrootmoeder: Bertrada van Montfort (1070-1117)    |
| Godfried van Nantes (1134-1158) | Vader: Godfried V van Anjou (1113-1151)   | Grootmoeder: Ermengarde van Maine (1096-1126)   | Overgrootvader: Eli I van Maine (1060-1110)           |
| Godfried van Nantes (1134-1158) | Vader: Godfried V van Anjou (1113-1151)   | Grootmoeder: Ermengarde van Maine (1096-1126)   | Overgrootmoeder: Mathilde van Loir (1055-1099)        |
| Godfried van Nantes (1134-1158) | Moeder: Mathilde van Engeland (1102-1167) | Grootvader: Hendrik I van Engeland (1068-1135)  | Overgrootvader: Willem de Veroveraar (1028-1087)      |
| Godfried van Nantes (1134-1158) | Moeder: Mathilde van Engeland (1102-1167) | Grootvader: Hendrik I van Engeland (1068-1135)  | Overgrootmoeder: Mathilde van Vlaanderen (1031-1083)  |
| Godfried van Nantes (1134-1158) | Moeder: Mathilde van Engeland (1102-1167) | Grootmoeder: Mathilde van Schotland (1079-1118) | Overgrootvader: Malcolm III van Schotland (1031-1093) |
| Godfried van Nantes (1134-1158) | Moeder: Mathilde van Engeland (1102-1167) | Grootmoeder: Mathilde van Schotland (1079-1118) | Overgrootmoeder: Margaretha van Schotland (1045-1093) |